# Raúl Rangel (futbolista)
José Raúl Rangel Aguilar (Zapotlan el Grande, Jalisco, México, 25 de febrero de 2000). Juega como portero y su equipo actual es el Club Deportivo Guadalajara de la Primera División de México.

## Trayectoria

### Inicios y Club Deportivo Guadalajara

#### Club Deportivo Tapatío
Participó en su primer juego, en la Liga de Expansión MX, el 20 de septiembre de 2020 en la victoria 3 a 0 del Club Deportivo Tapatío sobre los Alebrijes de Oaxaca.

#### Primer equipo
El entrenador Veljko Paunović lo debuta, en Primera División, el 1 de octubre de 2023 en el empate a un gol entre el Toluca y el Guadalajara, posteriormente jugó la siguiente jornada contra el Atlas de Guadalajara pero salió retirado por una lesión durante el primer tiempo provocada por su propio compañero de equipo, Antonio Briseño.
A partir del Torneo Clausura 2024 Raúl 'Tala' se convierte en el Guardameta titular del Rebaño, jugando su primer encuentro como titular absoluto contra el Club Santos Laguna el 13 de enero de 2024 empatando a un gol cada uno, es titular todo el torneo exceptuando la Liga de Campeones de la Concacaf donde el titular es Óscar Whalley.

## Selección nacional

### Selección absoluta
| Club               | País   | PJ | Goles | Periodo         |
| ------------------ | ------ | -- | ----- | --------------- |
| Selección Mexicana | México | 3  | 0     | 2024 - Presente |

El 9 de mayo de 2024, al tener buenas actuaciones en Chivas, llamo la atención del entrenador Jaime Lozano, que lo convoca en la lista preliminar de la Copa América 2024. Debuta con la selección mayor el 5 de junio de 2024, en el partido amistoso contra Uruguay jugando los 90 minutos donde el encuentro terminó 0-4 a favor de Uruguay.

### Participaciones en selección nacional
| Copa              | Categoría | Sede           | Resultado    |
| ----------------- | --------- | -------------- | ------------ |
| Copa América 2024 | Absoluta  | Estados Unidos | Primera Fase |

## Palmarés

### Títulos internacionales
| Título                          | Club                | País                   | Año  |
| ------------------------------- | ------------------- | ---------------------- | ---- |
| Liga de Naciones de la Concacaf | México              | Concacaf               | 2025 |
| Copa de Oro de la Concacaf      | Selección de México | Estados Unidos- Canadá | 2025 |